# Capesterre-de-Marie-Galante
Capesterre-de-Marie-Galante is een gemeente op het eiland Marie-Galante van het Franse overzeese departement Guadeloupe en telt 3.341 inwoners (2019). De oppervlakte bedraagt 46,19 km².

## Overzicht
De naam is afgeleid van de scheepsterm cabesterre, een land waar een harde oostenwind waait. De kust is echter beschermd door koraalriffen.
Capesterre-de-Marie-Galante is een vissersdorp. Het land werd eerst gebruikt voor katoenplantages en indigo. In de 2e helft van de 18e eeuw werd er voornamelijk suikerriet geproduceerd. In 1846 werd de gemeente opgericht. In 1928 werd de naamgevende plaats getroffen door een orkaan.

## Plage de la Feuillère
Plage de la Feuillère is een witzandstrand van ongeveer 800 meter lengte. Het bevindt zich ten zuidenwesten van Capesterre-de-Marie-Galante, en heeft veel voorzieningen. Aan de kust is het water rustig maar verderop in het kanaal is het geschikt voor kitesurfen en surfen. Het strand loopt over in twee andere stranden.

## Grot van Morne-Rita
De grot van Morne-Rita bevindt in de zuidelijke klippen van het eiland. In 1981 werden petrogliefen gevonden in de grot. Het heeft een ingang van minder dan een meter hoog, maar bereikt verderop een hoogte van 5 meter. De grot is 23 meer lang, en heeft antropomorifsche tekeningen. In 1983 werd de gebied beschermd. In de grot waren ook menselijke botten aangetroffen. Bij radiometrische datering bleken de botten te dateren van 766 ± 375 v.Chr, hetgeen een veel vroegere bewoning van het eiland suggereert.

## Moulin de Bézard
Moulin de Bézard is een suikermolen in de gemeente. Het is een van de weinige molens die is overgebleven. De molen is in 1840 gebouwd en heeft tot de jaren 1920 gefunctioneerd. In 1956 was de molen verwoest door orkaan Betsy. In 1992 werd de suikermolen herbouwd door 52 stagiaires van een school en kon weer worden gebruikt. In 2014 was de molen te bezichtigen, maar is inmiddels gesloten en raakt in verval.

## Galerij

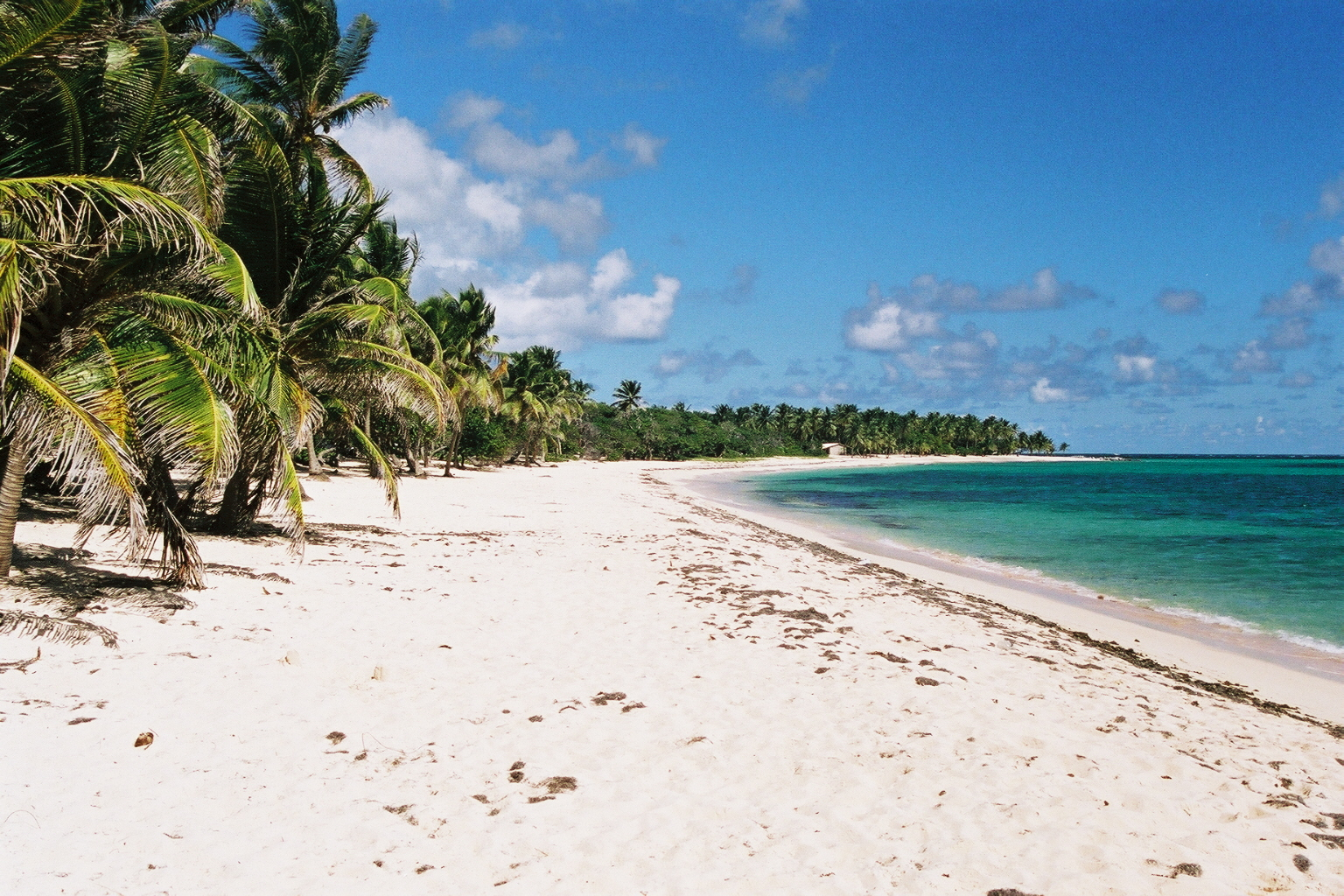
Plage de la Feuillère
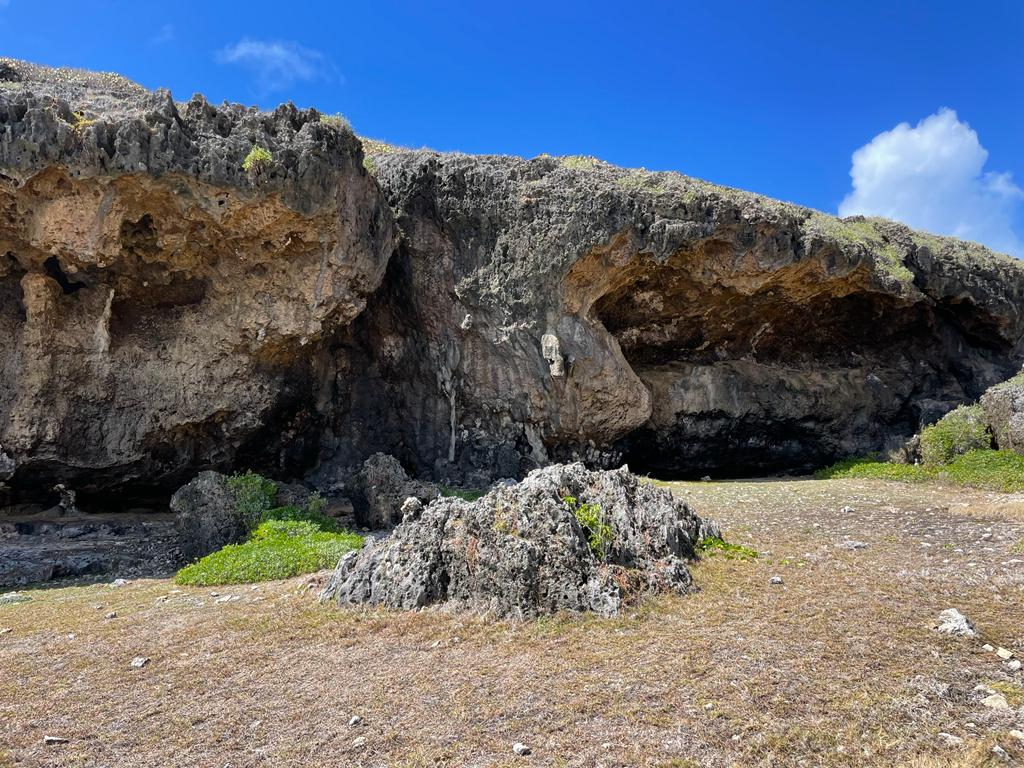
Grotten aan de kust
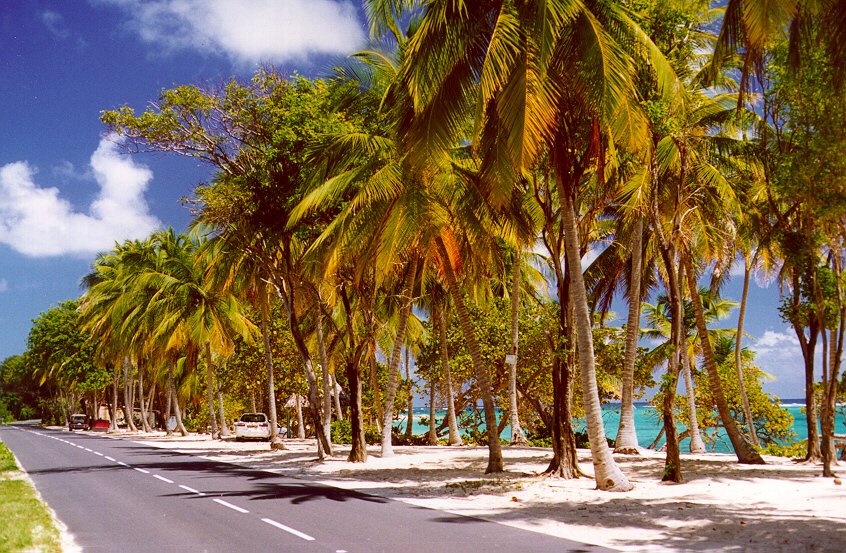
Plage de Capesterre
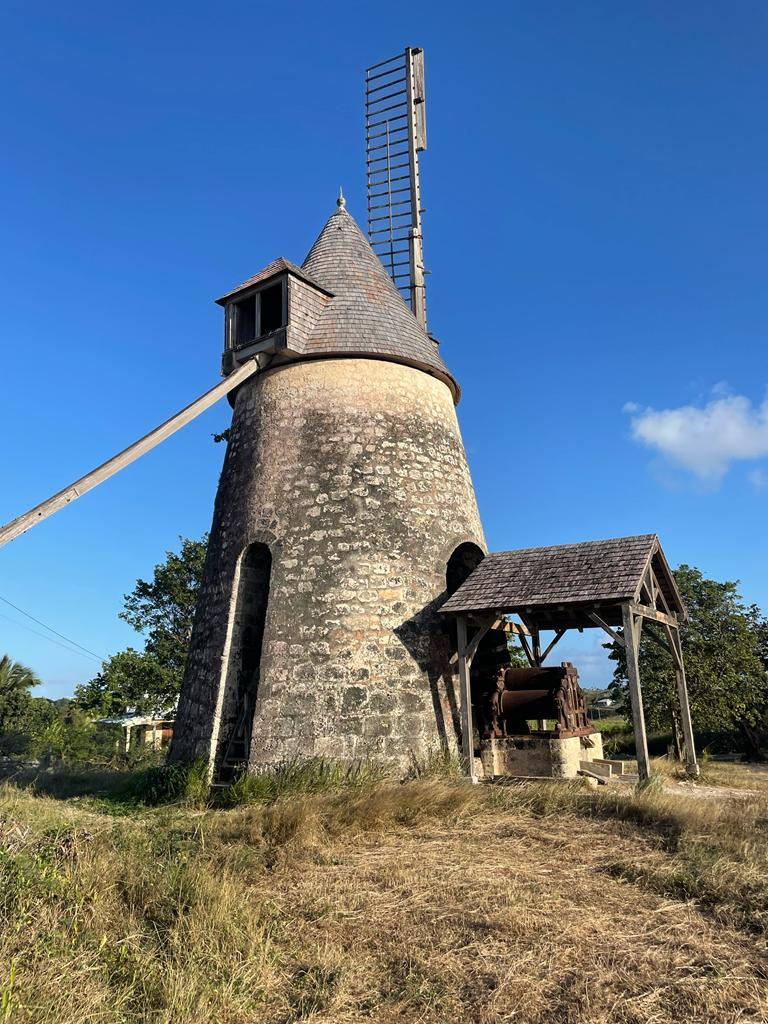
Moulin de Bézard

- MusicBrainz: 6f59e5ed-4148-435d-9a1d-154262828574

Les Abymes · Anse-Bertrand · Baie-Mahault · Baillif · Basse-Terre · Bouillante · Capesterre-Belle-Eau · Capesterre-de-Marie-Galante · Deshaies · La Désirade · Le Gosier · Gourbeyre · Goyave · Grand-Bourg · Lamentin · Morne-à-l'Eau · Le Moule · Petit-Bourg · Petit-Canal · Pointe-à-Pitre · Pointe-Noire · Port-Louis · Saint-Claude · Sainte-Anne · Sainte-Rose · Saint-François · Saint-Louis · Terre-de-Bas · Terre-de-Haut · Trois-Rivières · Vieux-Fort · Vieux-Habitants